# Streaming API for XML
Streaming API for XML (StAX) – interfejs programistyczny aplikacji (API) napisany w języku Java, służący do odczytywania i zapisywania dokumentów w języku XML. Standard ten jest zrealizowaną w Javie ideą parsingu strumieniowego. Został on opracowany w ramach JSR-173, a implementacja parsera była znana także jako Sun Java Streaming XML Parser.

## Parsing strumieniowy
Tradycyjnie, API do obsługi XML zbudowane są na bazie modeli:
- drzewa (DOM) – cały dokument XML jest wczytywany jako obiektowy model drzewa do pamięci operacyjnej, a programista może w dowolnym momencie pobrać referencje do dowolnego elementu;
- zdarzeń (SAX) – dokument XML jest przetwarzany jednorazowo począwszy od początku, aż do końca, a programista określa szereg metod, które obsługują zdarzenia pojawiające się podczas przetwarzania danych.

Obydwa te podejścia mają zarówno swoje zalety jak i wady. DOM przykładowo oferuje bardzo łatwy, nieograniczony i intuicyjny dostęp do struktury dokumentu XML, lecz niestety w przypadku analizowania dużych dokumentów XML konsumuje olbrzymie zasoby pamięci operacyjnej, a ponadto jest dosyć wolny. SAX natomiast wręcz odwrotnie – nie konsumuje pamięci prawie wcale, jest bardzo szybki, lecz manipulowanie zdarzeniami dostarczanymi z parsera jest bardzo niewygodne, można wręcz rzec toporne, w zestawieniu z DOM.
StAX został zaprojektowany aby przynajmniej częściowo pogodzić te dwa podejścia. Metaforą przetwarzania strumieniowego w StAX jest kursor, który reprezentuje pojedynczy punkt w całym dokumencie XML. Programista zawsze wie, gdzie kursor się znajduje, może na żądanie przesuwać ten kursor do przodu i pobierać informacje z parsera wedle własnego uznania. Jest to podejście podobne do tego używanego w modelu zdarzeń takim jak SAX, lecz z tą różnicą, że informacje z parsera są przesyłane tylko na żądanie, a nie jak w przypadku SAX, który przesyła je bez względu na to czy są potrzebne czy też nie.

## Geneza
StAX ma swoje korzenie w wielu niekompatybilnych pomiędzy sobą API do przetwarzania strumieniowego dokumentów XML, lecz przede wszystkim czerpie z bardzo szybkiego rozwiązania jakim jest XML Pull Parser (XPP) autorstwa Stefana Hausteina i Aleksandra Słomińskiego.

## Istniejące implementacje
- Implementacja referencyjna. stax.codehaus.org. [zarchiwizowane z tego adresu (2010-07-24)]. (dla specyfikacji JSR-173)
- Woodstox. woodstox.codehaus.org. [zarchiwizowane z tego adresu (2015-05-25)]. otwarta implementacja StAX (na licencjach LGPL, AL)
- SJSXP implementacja StAX stworzona przez Sun Microsystems (włączona do JDK v1.6 na licencji GPL v2.0)
- Aalto – wysoce wydajny procesor XML (licencja GPL lub komercyjna)